# Pamięć Świata
Pamięć Świata (ang. Memory of the World International Register) – międzynarodowy projekt sygnowany przez UNESCO, zapoczątkowany w 1992 roku, którego celem jest podejmowanie działań służących zachowaniu, ratowaniu i udostępnianiu dokumentów: rękopisów, druków, inskrypcji, dokumentów audiowizualnych (nagrań i filmów), itp. o światowym znaczeniu historycznym lub cywilizacyjnym.

## Historia
Początek programu sięga 1992 roku. Pierwsze spotkanie Międzynarodowego Komitetu Doradczego Program odbyło się w 1993 roku w Pułtusku.
W ramach programu prowadzona jest międzynarodowa lista dziedzictwa dokumentacyjnego objętego ochroną. Obejmuje ona: dokumenty i zespoły archiwalne, rękopisy przechowywane w bibliotekach i muzeach, druki o szczególnej wartości dokumentacyjnej, inskrypcje oraz, dokumenty audiowizualne. Kryteria wpisów: wpływ na historię, znaczenie dla okresu historycznego, miejsce, dokonania wybitnej osoby, wyjątkowo ważny temat, forma i styl dzieła, wartości społeczne i humanistyczne oraz kompletność zachowania materialnego dzieła i jego unikatowość.
Pierwsze obiekty zostały wpisane na Listę w 1997. Lista uzupełniana jest co 2 lata na specjalnych sesjach Międzynarodowego Komitetu Doradczego Programu. W 2017 roku na liście znajdowało się 427 dokumentów, w tym 15 z Polski.
Oprócz Listy międzynarodowej prowadzone są listy narodowe i regionalne, a także opracowania i bazy danych gromadzące informacje o dziedzictwie zagrożonym i utraconym.

## Nagroda Jikji
Od 2005 roku UNESCO przyznaje nagrodę Jikji dla instytucji i osób prywatnych, które najlepiej realizują cele projektu Pamięć Świata. Nagroda upamiętnia Jikji (Buljo jikji simche yojeol) – najstarszą zachowaną księgę drukowaną przy pomocy metalowej czcionki ruchomej. Nagroda (30 000 USD), przyznawana co dwa lata, fundowana jest przez rząd Korei Południowej.
Laureaci:
- 2005 – Biblioteka Narodowa Republiki Czeskiej
- 2007 – Phonogrammarchiv, Austriacka Akademia Nauk
- 2009 – Narodowe Archiwum Malezji
- 2011 – National Archives of Australia
- 2013 – Apoyo al Desarrollo de Archivos y Bibliotecas (ADABI)
- 2016 – Iberarchivos Programme
- 2018 – SAVAMA DCI
- 2020 – Muzeum Ludobójstwa Tuol Sleng[7]
- 2022 – Amerykański Uniwersytet w Kairze[8][9]

## Lista według państw i organizacji
Obecnie (stan na koniec 2015 roku) na liście znajdują się następujące obiekty:

### Algieria(1)
|  | Al – Mustamlah Min Kitab Al – Takmila – manuskrypt historyka Az-Zahabiego | Narodowa Biblioteka Algierii | 2017 |

### Albania(1)
|  | Codex Purpureus Beratinus | Albańskie Archiwum Państwowe | 2005 |

### Angola(1)
|  | Arquivos dos Dembos – wpis wraz z Portugalią | Archiwum Narodowe Angoli (Arquivo Nacional de Angola) (ANA) i Instituto de Investigaçăo Cientifica Tropical (IICT) | 2011 |

### Antyle Holenderskie(2)
|  | Pierwszy katechizm w języku papiamento | Archiwum Narodowe Antyli Holenderskich (Archivo Nashonal) | 2009 |
|  | Archiwum Holenderskiej Kompanii Zachodnioindyjskiej – wpis wraz z Brazylią, Ghaną, Gujaną, Holandią, Surinamem, Wielką Brytanią i Stanami Zjednoczonymi | Archiwum Narodowe Antyli Holenderskich (Archivo Nashonal) | 2011 |

### Arabia Saudyjska(1)
|  | Najstarsza inskrypcja islamska – zachowana na skale czerwonego piaskowca na północ od Al-Ula, na starożytnym szlaku handlowym i pielgrzymkowym łączącym wczesno-islamskie miasta Mada’in Salih i Al-Mabiyat | Północno-zachodnia Arabia Saudyjska, na północ od Al-Ula | 2003 |

### Argentyna(2)
|  | Dokumenty Wicekrólestwa La Platy                       | Archiwum Narodowe, Buenos Aires                                  | 1997 |
|  | Dokumentacja łamania praw człowieka w latach 1976–1983 | Narodowe Archiwum Pamięci (Archivo Nacional de la Memoria) (ANM) | 2007 |

### Armenia(4)
|  | Kolekcja starych rękopisów im. Mesropa Masztoca    | Instytut Dawnych Rękopisów Matenadaran, Erywań                                                          | 1997 |
|  | First Byurakan Survey (FBS)                        | Biurakańskie Obserwatorium Astrofizyczne, Bjurakan                                                      | 2011 |
|  | Kolekcja rękopisów kompozytora Arama Chaczaturiana | Dom-Muzeum Arama Chaczaturiana, Archiwum Rodzinne Karena Chaczaturiana, Narodowe Archiwum Armenii (NAA) | 2013 |
|  | Kolekcja prac kompozytora Komitasa Wardapeta       | Muzeum Komitasa, Erywań                                                                                 | 2023 |

### Australia(5)
|  | Dziennik wyprawy Jamesa Cooka | National Library of Australia, Canberra   | 2001 |
|  | Zapiski Edwarda Koiki Mabo, aborygeńskiego aktywisty oraz historyczne dokumenty z procesu przed Sądem Najwyższym o uznanie praw Aborygenów do ziemi                    | National Library of Australia, Canberra   | 2001 |
|  | The Story of the Kelly Gang, film pełnometrażowy z 1906 roku w reżyserii Charlesa Taita, powszechnie uważany za pierwszy w dziejach kina pełnometrażowy film fabularny | National Film and Sound Archive, Canberra | 2007 |
|  | Dokumentacja skazanych przestępców w koloniach karnych Australii | W posiadaniu wielu podmiotów              | 2007 |
|  | Manifest Partii Pracy Queensland do mieszkańców Queensland | State Library of Queensland, Brisbane     | 2009 |

### Austria(13)
|  | Dioskuryd wiedeński, pochodząca z VI wieku kopia dzieła Pedaniosa Dioskurydesa De Materia Medica | Austriacka Biblioteka Narodowa, Wiedeń             | 1997 |
|  | Ostateczny dokument kongresu wiedeńskiego | Austriackie Archiwum Państwowe, Wiedeń             | 1997 |
|  | Kolekcje historyczne Wiedeńskiego Archiwum Fonograficznego (1899–1950) | Phonogrammarchiv, Austriacka Akademia Nauk, Wiedeń | 1999 |
|  | Kolekcja papirusów arcyksięcia Rajnera, obejmująca ok. 180000 obiektów (papirusów, pergaminów, tabliczek drewnianych, ostraków, tkanin) z okresu od XV w. p.n.e. do XVI wieku n.e., z tekstami w językach: egipskim (w zapisie hieroglificznym, hieratycznym i demotycznym), koptyjskim, greckim, łacińskim, hebrajskim, aramejskim, syryjskim, pahlawi i arabskim. | Austriacka Biblioteka Narodowa, Wiedeń             | 2001 |
|  | Kolekcja dzieł Schuberta | Wiedeńska Biblioteka Miejska, Wiedeń               | 2001 |
|  | Atlas Blaeu-Van der Hem | Austriacka Biblioteka Narodowa, Wiedeń             | 2003 |
|  | Kolekcja dzieł Brahmsa | Gesellschaft der Musikfreunde, Wiedeń              | 2005 |
|  | Kolekcja rysunków architektury gotyckiej | Akademia Sztuk Pięknych, Wiedeń                    | 2005 |
|  | Kolekcja Bibliotheca Corviniana – wpis wraz z Francją, Niemcami, Belgią, Węgrami i Włochami |                                                    | 2005 |
|  | Tabula Peutingeriana | Akademia Sztuk Pięknych, Wiedeń                    | 2007 |
|  | Psałterz moguncki | Austriacka Biblioteka Narodowa, Wiedeń             | 2011 |
|  | Spuścizna Arnolda Schönberga |                                                    | 2011 |
|  | Złota Bulla Karola IV – siedem oryginałów i kopia Wacława IV Luksemburskiego – wpis wraz z Niemcami | Austriacka Biblioteka Narodowa, Wiedeń             | 2013 |

### Azerbejdżan(1)
|  | Średniowieczne rękopisy z zakresu medycyny i farmacji | Azerbejdżańska Akademia Nauk, Baku | 2005 |

### Bahamy(2)
|  | Dziennik gubernatora Charlesa Farquharsona Dundasa | Archiwa Bahamów, Nassau | 2009 |
|  | Rejestr niewolników Karaibów brytyjskich 1817–1834 – wpis wraz z Belize, Dominiką, Jamajką, Saint Kitts i Nevis, Trynidadem i Tobago oraz Wielką Brytanią |                         | 2009 |

### Barbados(6)
|  | Piśmiennictwo niewolników karaibskich |                                                        | 2003 |
|  | Kolekcja Nity Barrow | University of West Indies Cave Hill Campus, Bridgetown | 2009 |
|  | Archiwa federalne | University of West Indies Cave Hill Campus, Bridgetown | 2009 |
|  | Zachodnioindyjscy pracownicy na budowie Kanału Panamskiego – dokumentacja – wpis wraz z Jamajką, Panamą, Saint Lucia, Wielką Brytanią i Stanami Zjednoczonymi |                                                        | 2011 |
|  | Dokumenty Komisji Indii Zachodnich |                                                        | 2015 |
|  | Afrykańska pieśń z Barbadosu – wpis wraz z Wielką Brytanią |                                                        | 2017 |

### Belgia(5)
|  | Archiwa finansowe Officina Plantiniana                                                       | Muzeum Plantin-Moretus, Antwerpia | 2001 |
|  | Kolekcja Bibliotheca Corviniana – wpis wraz z Francją, Niemcami, Austrią, Węgrami i Włochami |                                   | 2005 |
|  | Archiwa izby upadłych przedsiębiorstw w Antwerpii                                            |                                   | 2009 |
|  | Archiwa Uniwersytetu Leuven (1425–1797)                                                      |                                   | 2013 |
|  | Répertoire Bibliographique Universel (RBU).                                                  |                                   | 2013 |

### Belize(1)
|  | Rejestr niewolników Karaibów brytyjskich 1817–1834 – wpis wraz z Bahamami, Dominikaną, Jamajką, Saint Kitts i Nevis, Trynidadem i Tobago oraz Wielką Brytanią |  | 2009 |

### Benin(1)
|  | Archiwa kolonialne | Archiwum Narodowe, Porto Novo | 1997 |

### Bermudy(1)
|  | Rejestr niewolników Bermudów 1821–1834 |  | 2011 |

### Białoruś(2)
|  | Archiwum Radziwiłłów i Księgozbiór Nieświeski – wpis wraz z Finlandią, Litwą, Polską, Rosją i Ukrainą |  | 2009 |
|  | Akt unii lubelskiej – wpis wraz z Litwą, Łotwą, Polską i Ukrainą                                      |  | 2017 |

### Boliwia(3)
|  | Amerykańska Muzyka Kolonialna – wpis wraz z Kolumbią, Meksykiem i Peru | Archiwum i Biblioteka Narodowa Boliwii | 2007 |
|  | Zespół archiwalny Royal Audiencia Court of La Plata (RALP)             | Archiwum i Biblioteka Narodowa Boliwii | 2011 |
|  | Kolekcja dokumentów: Życie i prace Ernesto Guevary – wpis wraz z Kubą  |                                        | 2013 |

### Brazylia(7)
|  | Kolekcja fotografii Teresy Burbon-Sycylijskiej zawierająca brazylijskie i zagraniczne fotografie z XIX wieku podarowana Bibliotece Narodowej w 1891 roku przez cesarza Pedro II. | Brazylijska Biblioteka Narodowa, Rio de Janeiro | 2003 |
|  | Archiwum wywiadu i kontrwywiadu o reżimie wojskowym w Brazylii (1964–1985) |                                                 | 2011 |
|  | Archiwum Holenderskiej Kompanii Zachodnioindyjskiej – wpis wraz z Antylami Holenderskimi, Ghaną, Gujaną, Holandią, Surinamem, Wielką Brytanią i Stanami Zjednoczonymi            |                                                 | 2011 |
|  | Dokumenty dotyczące podróży cesarza Piotra II po Brazylii i za granicę |                                                 | 2013 |
|  | Archiwum architektoniczne Oscara Niemeyera |                                                 | 2013 |
|  | Ikonograficzna i kartograficzna dokumentacja wojny paragwajskiej – wpis wraz z Urugwajem                                                                                         |                                                 | 2015 |
|  | Dokumenty Antônio Carlosa Gomesa – wpis wraz z Włochami |                                                 | 2017 |

### Bułgaria(1)
|  | Apostoł eniński |  | 2011 |

### Chile(3)
|  | Archiwa obrońców praw człowieka tzw. archiwa terroru        | Archivo Nacional de Chile, Santiago | 2003 |
|  | Dokumentacja działalności jezuitów na terenie całej Ameryki | Archivo Nacional de Chile, Santiago | 2003 |
|  | Kolekcja drukowanej poezji popularnej: Lira popular         |                                     | 2013 |

### Chiny(10)
|  | Archiwa dźwięków muzyki tradycyjnej | Instytut Muzykologii Chińskiej Akademii Nauk, Pekin | 1997 |
|  | Zapiski Wielkiego Sekretariatu dynastii Qing | Pierwsze Archiwum Historyczne Chin, Muzeum Pałacowe, Pekin | 1999 |
|  | Stare rękopisy literatury ludu Naxi zapisane pismem dongba, obejmujące 1000 woluminów z okresu od roku 60 do czasów dynastii Tang (VII wiek), jedyne zachowane dokumenty tego typu na świecie | Instytut Badań nad Kulturą Dongba | 2003 |
|  | „Złote listy” cesarskich wizytacji z czasów dynastii Qing | Archiwum Narodowe, Pekin | 2005 |
|  | Archiwa dynastii Qing | W posiadaniu wielu podmiotów | 2007 |
|  | Bencao gangmu – kompendium Materia Medica | Biblioteka Chińskiej Akademii Chińskich Nauk Medycznych | 2011 |
|  | Huangdi neijing – „Kanon medycyny Żółtego Cesarza”, najwcześniejsza księga tradycyjnej medycyny chińskiej, prezentująca teorie Yin i yang i Wu xing                                           | Chińska Biblioteka Narodowa, Pekin | 2011 |
|  | Oficjalne dokumenty z Tybetu z okresu dynastii Yuan (1304–1367) | Archiwum Tybetańskiego Regionu Autonomicznego | 2013 |
|  | Korespondencja Qiaopi z Yinxin oraz dokumenty diaspory chińskiej | Archiwum Prowincji Guangdong; Archiwum Prowincji Fujian | 2013 |
|  | Dokumenty związane z masakrą nankińską | Centralne Archiwa Chin, Drugie Archiwa Historyczne Chin, Archiwum Prowincji Liaoning, Archiwum Prowincji Jilin, Archiwum Miejskie Szanghaju, Archiwum Miejskie Nankinu, Gmach Pamięci Ofiar Masakry Nankińskiej | 2015 |

### Chorwacja(1)
|  | Tabula Hungariae – mapa królestwa Węgier sprzed 1528 – wpis wraz z Węgrami |  | 2007 |

### Curaçao(1)
|  | Archiwum Middelburgsche Commercie Compagnie (MCC) dokumentujące handel niewolnikami – wpis wraz z Holandią i Surinamem |  | 2011 |

### Czechy(7)
|  | Kolekcja średniowiecznych manuskryptów reformacji czeskiej                                        | Biblioteka Narodowa Republiki Czeskiej, Praga                                         | 2007 |
|  | Kolekcja rosyjskich, ukraińskich i białoruskich periodyków emigracyjnych 1918–1945                | Biblioteka Narodowa Republiki Czeskiej, Praga                                         | 2007 |
|  | Kolekcja 526 druków prac akademickich z lat 1637–1754                                             | Biblioteka Narodowa Republiki Czeskiej, Praga                                         | 2011 |
|  | Libri Prohibiti: kolekcja periodyków czeskich i słowackich wydawnictw podziemnych z lat 1948–1989 | Biblioteka Narodowa Republiki Czeskiej, Praga                                         | 2011 |
|  | Pokazy obrazów ruchomych Émile’a Reynaud – wpis wraz z Francją                                    | Centre national du cinéma et de l'image animée, Paryż Narodowe Muzeum Techniki, Praga | 2015 |
|  | Archiwum Leoša Janáčka                                                                            | Moravské zemské muzeum                                                                | 2017 |
|  | Mapy Camocio – wpis wraz z Maltą                                                                  | Zbiory Map Uniwersytetu Karola w Pradze                                               | 2017 |

### Dania(8)
|  | Archiwa duńskich zamorskich kompanii handlowych                          | Duńskie Archiwum Narodowe, Kopenhaga                  | 1997 |
|  | Kolekcja Linneusza                                                       | Duńska Biblioteka Narodowa Nauk i Medycyny, Kopenhaga | 1997 |
|  | Rękopisy i listy Andersena                                               | Dział Rękopisów Biblioteki Królewskiej, Kopenhaga     | 1997 |
|  | Archiwum Kierkegaarda                                                    | Dział Rękopisów Biblioteki Królewskiej, Kopenhaga     | 1997 |
|  | Archiwa celne Øresundstolden                                             | Dział Rękopisów Biblioteki Królewskiej, Kopenhaga     | 2007 |
|  | El Primer Nueva Coronica y Buen Gobiern                                  |                                                       | 2007 |
|  | Kolekcja rękopisów Árniego Magnússona (1663–1730) – wpis wraz z Islandią |                                                       | 2009 |
|  | MS. GKS 4 2°, vol. I-III, Biblia Latina                                  |                                                       | 2011 |

### Dominika(1)
|  | Rejestr niewolników Karaibów brytyjskich 1817–1834 – wpis wraz z Bahamami, Belize, Jamajką, Saint Kitts i Nevis, Trynidadem i Tobago oraz Wielką Brytanią |  | 2009 |

### Dominikana(2)
|  | Księga chrztów niewolników z lat 1636–1670                                        |  | 2009 |
|  | Dziedzictwo ruchu oporu i walk o prawa człowieka w Dominikanie w latach 1930–1961 |  | 2009 |

### Egipt(4)
|  | Zbiór dokumentów „Pamięć Kanału Sueskiego”                        | Ambasada Egiptu w Paryżu                    | 1997 |
|  | Spisane na papierze i pergaminie zarządzenia sułtanów i książąt   | Biblioteka Narodowa i Archiwum Egiptu, Kair | 2005 |
|  | Zbiór perskich manuskryptów                                       | Biblioteka Narodowa i Archiwum Egiptu, Kair | 2007 |
|  | Kolekcja mameluckich rękopisów Koranu Biblioteki Narodowej Egiptu | Biblioteka Narodowa i Archiwum Egiptu, Kair | 2013 |

### Ekwador(1)
|  | „The Gaze of the Other” – dziedzictwo dokumentalne salezjańskiego wikariatu apostolskiego w ekwadorskiej Amazonii (1890–1930) |  | 2015 |

### Estonia(1)
|  | Bałtycki łańcuch: żywy łańcuch o długości ponad 600 km, łączący wszystkie trzy kraje, wyraz protestu przeciwko ówczesnej sytuacji politycznej tych krajów oraz poparcia w ich staraniach o niepodległość – wpis wraz z Litwą i Łotwą |  | 2009 |

### Etiopia(1)
|  | Skarby Archiwum i Biblioteki Narodowej | Archiwum i Biblioteka Narodowa, Addis Abeba) | 1997 |

### Fidżi(1)
|  | Dokumenty indyjskich pracowników tymczasowych – wpis wraz z Gujaną, Surinamem, Trynidadem i Tobago |  | 2011 |

### Filipiny(4)
|  | Tabliczki zapisane pismem sylabicznym z X wieku | Muzeum Narodowe, Manila          | 1999 |
|  | Nagrania radiowe z okresu rewolucji różańcowej 1986                                                                                                 |                                  | 2003 |
|  | Kolekcja José Macedy – filipińskiego kompozytora i etnografa muzycznego – obejmująca nagrania, zapiski, zdjęcia muzyków i tradycyjnych instrumentów |                                  | 2007 |
|  | Dokumenty Manuela L. Quezona – pierwszego filipińskiego szefa rządu Filipin                                                                         | University of Michigan, Michigan | 2011 |

### Finlandia(3)
|  | Kolekcja map A.E. Nordenskiölda – historyka wczesnej kartografii                                       | Biblioteka Uniwersytecka, Helsinki | 1997 |
|  | Archiwum Radziwiłłów i Księgozbiór Nieświeski – wpis wraz z Białorusią, Litwą, Polską, Rosją i Ukrainą |                                    | 2009 |
|  | Archiwum Suenjel – wioski sami skoltów                                                                 |                                    | 2015 |

### Francja(13)
|  | Deklaracja Praw Człowieka i Obywatela 1789-1791 |                                           | 2003 |
|  | Apel de Gaulle’a z 18 czerwca 1940 nadany do Francuzów przez radio z Londynu – wpis wraz z Wielką Brytanią |                                           | 2005 |
|  | Filmy braci Lumière – kolekcja 1405 filmów |                                           | 2005 |
|  | Kolekcja Bibliotheca Corviniana – wpis wraz z Austrią, Niemcami, Belgią, Węgrami i Włochami |                                           | 2005 |
|  | Dokumenty ilustrujące wprowadzenie dziesiętnego systemu metrycznego, 1790–1837 |                                           | 2005 |
|  | Tkanina z Bayeux |                                           | 2007 |
|  | Biblioteka cysterskiego opactwa Clairvaux za czasów Pierre’a de Vireya (1472) – kolekcja 1115 manuskryptów średniowiecznych |                                           | 2009 |
|  | Biblioteka Beatusa Rhenanusa |                                           | 2011 |
|  | Seria dokumentów obejmujących rejestrację i publikację tekstów prawnych, zawierająca dekret króla Franciszka I Walezjusza wprowadzający system obowiązkowego przekazywania jednego wydawanego egzemplarza do biblioteki królewskiej | Centre historique des archives nationales | 2011 |
|  | Pokazy obrazów ruchomych Émile’a Reynaud – wpis wraz z Czechami |                                           | 2015 |
|  | Mappa mundi z Albi |                                           | 2015 |
|  | Archiwa Louisa Pasteura |                                           | 2015 |
|  | Archiwa Père Castor |                                           | 2017 |
|  | Zobacz w Wikiźródłach tekst Deklaracji Praw Człowieka i Obywatela |                                           |      |

### Ghana(1)
|  | Archiwum Holenderskiej Kompanii Zachodnioindyjskiej – wpis wraz z Antylami Holenderskimi, Brazylią, Gujaną, Holandią, Surinamem, Wielką Brytanią i USA |  | 2011 |

### Grecja(1)
|  | Papirus z Derveni |  | 2015 |

### Gruzja(3)
|  | Opis Królestwa Gruzji i atlas geograficzny Wachuszti Bagrationiego                                  |  | 2013 |
|  | Kolekcja rękopisów eposu Szoty Rustaweliego Rycerz w tygrysiej skórze – wpis wraz z Wielką Brytanią |  | 2013 |
|  | Najstarsze manuskrypty zachowane w Narodowym Archiwum Gruzji                                        |  | 2015 |

### Gujana(2)
|  | Archiwum Holenderskiej Kompanii Zachodnioindyjskiej – wpis wraz z Antylami Holenderskimi, Brazylią, Ghaną, Holandią, Surinamem, Wielką Brytanią i USA |  | 2011 |
|  | Dokumenty indyjskich pracowników tymczasowych – wpis wraz z Fidżi, Surinamem, Trynidadem i Tobago                                                     |  | 2011 |

### Hiszpania(10)
|  | Traktat z Tordesillas – wpis wraz z Portugalią                                                      | Archiwum Korony Aragońskiej, Barcelona | 2007 |
|  | umowa z Santa Fe między Krzysztofem Kolumbem i Królami Katolickimi 17 kwietnia 1492                 | Główne Archiwum Indii, Sewilla         | 2009 |
|  | Dekrety (1188) z León, kolebki europejskiego parlamentaryzmu                                        |                                        | 2013 |
|  | Materiały związane z działalnością misji do Europy w erze Keichō – wpis wraz z Japonią              |                                        | 2013 |
|  | Llibre del Sindicat Remença – XV-wieczna kronika spotkań syndykatu chłopskiego w Katalonii          |                                        | 2013 |
|  | Rękopisy komentarzy do apokalipsy Beatusa z Liébany w tradycji iberyjskiej – wpis wraz z Portugalią |                                        | 2015 |
|  | Słowniki pierwotnych języków Nowego Świata z tłumaczeniami na język hiszpański                      |                                        | 2015 |
|  | Codex Calixtinus – wpis wraz z Portugalią                                                           |                                        | 2017 |
|  | Archivo General de Simancas                                                                         |                                        | 2017 |
|  | Archiwa Santiago Ramona Y Cajal oraz Hiszpańskiej Szkoły Neurohistologicznej                        |                                        | 2017 |

### Holandia(12)
|  | Biblioteka Ets Haim – Livraria Montezinos w Synagodze Portugalskiej w Amsterdamie, posiadająca duży zbiór z zakresu judaistyki                                                                           |                                                        | 2003 |
|  | Archiwa Holenderskiej Kompanii Wschodnioindyjskiej – wpis wraz z Indiami, Indonezją, Południową Afryką i Sri Lanką                                                                                       |                                                        | 2003 |
|  | Dziennik Anny Frank |                                                        | 2009 |
|  | La Galigo (Sureq Galigo) – epicki mit stworzenia obejmujący 6000 foliałów – najprawdopodobniej najobszerniejsze dzieło literatury na świecie – wpis wraz z Indonezją                                     |                                                        | 2011 |
|  | Kolekcja Desmeta obejmująca ponad 900 filmów, plakatów filmowych, dokumentacji firmy Desmeta, m.in. korespondencję z wytwórniami filmowymi                                                               |                                                        | 2011 |
|  | Archiwum Middelburgsche Commercie Compagnie (MCC) dokumentujące handel niewolnikami – wpis wraz z Curaçao i Surinamem                                                                                    |                                                        | 2011 |
|  | Archiwum Holenderskiej Kompanii Zachodnioindyjskiej – wpis wraz z Antylami Holenderskimi, Brazylią, Ghaną, Gujaną, Surinamem, Wielką Brytanią i USA                                                      |                                                        | 2011 |
|  | Babad Diponegoro, autobiograficzna kronika Diponegoro – wpis wraz z Indonezją |                                                        | 2013 |
|  | Jedyna zachowana strona rękopisu manifestu komunistycznego oraz osobista kopia Karola Marksa z adnotacjami pierwszego wydania pierwszego tomu Kapitału, rękopisy Marksa i Engelsa – wpis wraz z Niemcami | Międzynarodowy Instytut Historii Społecznej, Amsterdam | 2013 |
|  | Psałterz utrechcki |                                                        | 2015 |
|  | Zbiór wybranych dokumentów świadczących o różnorodności językowej świata z archiwum językowego Instytutu Psycholingwistyki Maxa Plancka                                                                  |                                                        | 2015 |
|  | Dokumenty Aletty Jacobs |                                                        | 2017 |

### Indie(7)
|  | Kolekcja tamilskich rękopisów z dziedziny medycyny                                                                                    | Instytut Studiów Azjatyckich, Tamil Nadu            | 1997 |
|  | Archiwa Holenderskiej Kompanii Wschodnioindyjskiej – wpis wraz z Holandią, Indonezją, Południową Afryką i Sri Lanką                   | Nationaal Archief, Den Haag                         | 2003 |
|  | Manuskrypty świętych tekstów śiwaizmu                                                                                                 | Institut français de Pondichéry, Puducherry         | 2005 |
|  | Rygweda – święta księga hinduizmu, najstarsza z czterech wed – trzydzieści manuskryptów                                               | Bhandarkar Instytut Badań Orientalnych, Pune        | 2007 |
|  | Manuskrypt traktatów laghukālacakratantrarājatikā zawierający opisy astronomiczne i astrologiczne, miary Ziemi, dyskusje filozoficzne | Asiatic Society, Kolkata                            | 2011 |
|  | Manuskrypt Tarikh-E-Khandan-E-Timuriyah o historii Timurydów, Timura i jego potomków panujących w Iranie i Indiach                    | Publiczna Biblioteka Orientalna Khuda Bakhsh, Patna | 2011 |
|  | Tekst sanskrytu Śantinatha Charitra z XIV w. opisujący życie i czasy Śantinathy                                                       | L.D. Institute of Indology ,                        | 2013 |

### Indonezja(5)
|  | Archiwa Holenderskiej Kompanii Wschodnioindyjskiej – w Indonezji znajdują się archiwa z lat 1612–1811 – wpis wraz z Holandią, Indiami, Południową Afryką i Sri Lanką |                                                                   | 2003 |
|  | La Galigo (Sureq Galigo) – epicki mit stworzenia obejmujący 6000 foliałów – najprawdopodobniej najobszerniejsze dzieło literatury na świecie – wpis wraz z Holandią  | Fort Rotterdam, Makasar; Biblioteka Uniwersytetu w Lejdzie, Lejda | 2011 |
|  | Babad Diponegoro, autobiograficzna kronika Diponegoro – wpis wraz z Holandią                                                                                         | Narodowa Biblioteka Indonezji, Dżakarta                           | 2013 |
|  | Nāgarakrĕtāgama – laudacja z XIV w. na cześć króla Hayama Wuruka | Narodowa Biblioteka Indonezji, Dżakarta                           | 2013 |
|  | Archiwum Konferencji Azjatycko-Afrykańskiej w Bandungu | Archiwum Narodowe Republiki Indonezji, Dżakarta                   | 2015 |

### Iran(9)
|  | Akt fundacji Rab'-e Rashidi – ośrodka akademickiego Ilchanidów z XIII wieku                                                      | Biblioteka Narodowa w Tebrizie | 2007 |
|  | Szahname księcia Bajsunkura | Cesarska Biblioteka Pałacu Golestan, Teheran | 2007 |
|  | Dokumenty administracyjne organizacji Astan Quds Razavi z okresu Safawidów                                                       | Biblioteka Astan-e Quds Razavi, Meszhed | 2009 |
|  | Pandż Gandż – zbiór pięciu poematów (Machzan al-asrar, Chosrou wa Szirin, Lejla o-Madżnun, Haft pejkar i Eskandarname) Nizamiego | Biblioteka Sepahsālār; Cesarska Biblioteka Pałacu Golestan; Muzeum Narodowe; Biblioteka Narodowa w Malek; Centralna Biblioteka Uniwersytetu Teherańskiego | 2011 |
|  | Al-Tafhim li Awa'il Sana'at al-Tanjim – najstarszy perski tekst z dziedziny matematyki i astrologii, napisany przez Biruniego    | Skarbiec Manuskryptów Islamskiego Zgromadzenia Konsultatywnego                                                                                            | 2011 |
|  | Dhakhīra-yi Khārazmshāhī – najstarszy perski traktat medyczny                                                                    | Biblioteka Sepahsālār | 2013 |
|  | Zbiór wybranych map Iranu z okresu panowania Kadżarów                                                                            | Centrum Dokumentów Narodowych i Historii Dyplomacji | 2013 |
|  | Księga dróg i królestw (arab. Al-Masaalik Wa Al-Mamaalik) – wpis wraz z Niemcami                                                 | Muzeum Narodowe, Teheran (tłumaczenie na język perski); Biblioteka Naukowa w Erfurcie (oryginał w języku arabskim)                                        | 2015 |
|  | Zbiór prac Sadiego z Szirazu – Kulliyyāt-i Saʽdi                                                                                 | Biblioteka Narodowa Iranu, Teheran | 2015 |

### Irlandia(1)
|  | Księga z Kells |  | 2011 |

### Islandia(2)
|  | kolekcja rękopisów Árniego Magnússona (1663–1730) – wpis wraz z Danią |  | 2009 |
|  | Cenzus z 1703 roku                                                    |  | 2013 |

### Izrael(4)
|  | Zbiór kart świadectwa Holokaustu, obejmujący prawie dwa miliony kart z nazwiskami ofiar, zbieranych w latach 1954–2004 |  | 2013 |
|  | Zbiór Rothschilda – XV-wieczne manuskrypty hebrajskie                                                                  |  | 2013 |
|  | Kodeks z Aleppo |  | 2015 |
|  | Prace teologiczne Isaaca Newtona                                                                                       |  | 2015 |

### Jamajka(2)
|  | Rejestr niewolników Karaibów brytyjskich 1817–1834 – wpis wraz z Bahamami, Belize, Dominiką, Saint Kitts i Nevis, Trynidadem i Tobago oraz Wielką Brytanią       |  | 2009 |
|  | Zachodnioindyjscy pracownicy na budowie Kanału Panamskiego – dokumentacja – wpis wraz z Barbadosem, Panamą, Saint Lucia, Wielką Brytanią i Stanami Zjednoczonymi |  | 2011 |

### Japonia(5)
|  | Zbiór Sakubei Yamamoto                                                                               |  | 2011 |
|  | Midokanpakuki: zbiór rękopisów dzienników Michinagi Fujiwary                                         |  | 2013 |
|  | Materiały związane z działalnością misji do Europy w erze Keichō – wpis wraz z Hiszpanią             |  | 2013 |
|  | „Powrót do portu Maizuru” – dokumenty związane z internowaniem i repatriacją Japończyków (1945–1956) |  | 2015 |
|  | Archiwum świątyni Tō-ji w stu pudełkach                                                              |  | 2015 |

### Kambodża(1)
|  | Archiwa Muzeum Ludobójstwa Tuol Sleng | Muzeum Ludobójstwa Tuol Sleng, Phnom Penh | 2009 |

### Kanada(3)
|  | Zbiór Seminarium Quebecu                                                      |  | 2007 |
|  | Neighbours – krótkometrażowy film na jednej rolce Normana McLarena            |  | 2009 |
|  | Zbiór dokumentów związanych z odkryciem insuliny i jego oddźwiękiem globalnym |  | 2013 |

### Kazachstan(3)
|  | Kolekcja manuskryptów Jasawiego w języku tureckim – wpis wraz z Danią       | Biblioteka Narodowa Kazachstanu | 2003 |
|  | Zbiór dokumentów audiowizualnych ruchu antynuklearnego Nevada-Semipałatyńsk | Centralne Archiwum Państwowe Republiki Kazachstanu i Centralne Państwowe Archiwum Filmów, Dokumentacji Fotograficznej i Nagrań Dźwiękowych Republiki Kazachstanu | 2005 |
|  | Zbiór archiwalny Morza Aralskiego                                           | | 2011 |

### Kolumbia(2)
|  | Kolekcja Negros y Esclavos                                            | Generalne Archiwum Państwowe, Bogota | 2005 |
|  | Amerykańska Muzyka Kolonialna – wpis wraz z Boliwią, Meksykiem i Peru |                                      | 2007 |

### Korea Południowa(13)
|  | Rękopis Hunmin Chongum z pierwszym zapisem w alfabecie hangul                                                                            | Muzeum Sztuki Kansong, Seul                          | 1997 |
|  | Roczniki dynastii Joseon | Chongjoksan Sagobon, Seul                            | 1997 |
|  | Seungjeongwon Ilgi zapiski sekretariatu królewskiego dynastii Joseon                                                                     | Biblioteka Gyujanggak i Uniwersytet Narodowy w Seulu | 2001 |
|  | Buljo jikji simche yojeol, antologia tekstów buddyzmu zen, wydrukowana w 1377, najstarsza książka drukowana z użyciem ruchomych czcionek | Biblioteka Narodowa Francji, Paryż                   | 2001 |
|  | Uigwe: protokoły królewskie dynastii Joseon                                                                                              |                                                      | 2007 |
|  | Drewniane matryce Tripitaka koreana i skrypty buddyjskie                                                                                 |                                                      | 2007 |
|  | Donguibogam: zasady i praktyka medycyny wschodniej – encyklopedia wiedzy medycznej z 1613                                                |                                                      | 2009 |
|  | Dziedzictwo praw człowieka – archiwum masakry w Kwangju                                                                                  |                                                      | 2011 |
|  | Ilseongnok: zapiski przemyśleń codziennych – dziennik króla Jeongjo                                                                      |                                                      | 2011 |
|  | Nanjung Ilgi: dziennik wojenny admirała Yi Sun-sin, pisany podczas inwazji japońskich 1592–1598                                          |                                                      | 2013 |
|  | Archiwa Saemaul Undong – ruchu na rzecz rozwoju gospodarki, który stworzył podwaliny ekonomicznego sukcesu Korei                         |                                                      | 2013 |
|  | Drewniane bloki drukarskie do druku prac Konfucjusza                                                                                     |                                                      | 2015 |
|  | Archiwum koreańskiego programu specjalnego emitowanego na żywo „Odnajdywanie rozproszonych rodzin”                                       |                                                      | 2015 |

### Kostaryka(1)
|  | Dokumentacja rozwiązania armii kostarykańskiej z 1949 roku |  | 2017 |

### Kuba(3)
|  | Kolekcja José Martí Pérez                                                | Generalne Archiwum Państwowe, Bogota | 2005 |
|  | Negatywy Noticiero ICAIC Lationamericano                                 |                                      | 2009 |
|  | Kolekcja dokumentów: Życie i prace Ernesto Guevary – wpis wraz z Boliwią |                                      | 2013 |

### Liban(2)
|  | Pamiątkowe stele znad rzeki Nahr al-Kalb w górach Libanu, opisujące historię kraju od starożytności do dziś, pozostawione przez kolejne wojska zdobywców (od starożytnych Egipcjan, Babilończyków, Greków i Rzymian, aż po Francuzów, Brytyjczyków i współczesnych Libańczyków) | Nahr al-Kalb, góry Libanu                                                           | 2005 |
|  | Alfabet fenicki – alfabet wynaleziony w XIII w. p.n.e., dał początek wszystkim alfabetom stosowanym współcześnie | Stela Nr.I na terenie miasta Zuk Musbah, stele Nr. II–XXII na terenie miasta Dbayeh | 2005 |

### Litwa(2)
|  | Bałtycki łańcuch: żywy łańcuch o długości ponad 600 km, łączący wszystkie trzy kraje, wyraz protestu przeciwko ówczesnej sytuacji politycznej tych krajów oraz poparcia w ich staraniach o niepodległość – wpis wraz z Estonią i Łotwą |  | 2009 |
|  | Akt unii lubelskiej – wpis wraz z Białorusią, Łotwą, Polską i Ukrainą |  | 2017 |

### Luksemburg(1)
|  | The Family of Man, kolekcja fotografii Edwarda J. Steichena przedstawiających ludzi żyjących w połowie XX wieku – wpis wraz z Estonią i Łotwą |  | 2003 |

### Łotwa(3)
|  | Bałtycki łańcuch: żywy łańcuch o długości ponad 600 km, łączący wszystkie trzy kraje, wyraz protestu przeciwko ówczesnej sytuacji politycznej tych krajów oraz poparcia w ich staraniach o niepodległość – wpis wraz z Estonią i Litwą |                                     | 2009 |
|  | Szafa Dain (Dainu skapis), kolekcja ludowych pieśni łotewskich | Archiwum Łotewskiego Folkloru, Ryga | 2001 |
|  | Akt unii lubelskiej – wpis wraz z Białorusią, Litwą, Polską i Ukrainą |                                     | 2017 |

### Madagaskar(1)
|  | Archiwa królewskie 1824–1897 | Archiwum Narodowe, Antananarywa | 2009 |

### Malezja(4)
|  | Korespondencja sułtana Kedah z lat 1882–1943               | Narodowe Archiwum Malezji, Alor Setar      | 2001 |
|  | Hikayat Hang Tuah, malezyjski epos narodowy                | Narodowa Biblioteka Malezji, Kuala Lumpur  | 2001 |
|  | Sejarah Melayu, kronika sułtanatu Malezji z XV i XVI wieku | Instytut Języka i Literatury, Kuala Lumpur | 2001 |
|  | Batu Bersurat Terengganu                                   |                                            | 2009 |

### Malta(1)
|  | Mapy Camocio – wpis wraz z Czechami | Zbiory Map Uniwersytetu Karola w Pradze | 2017 |

### Maroko(1)
|  | Kitab al-ibar, wa diwan al-mobtadae wa al-khabar |  | 2011 |

### Mauritius(2)
|  | Zapiski z okresu francuskiej kolonizacji wyspy                           | Archiwum Mauritiusa, Port Louis | 1997 |
|  | Dokumentacja imigracji pracowników w systemie „Indentured Labour System” |                                 | 2015 |

### Meksyk(12)
|  | Colección de Códices Originales Mexicanos, kolekcja pre-hiszpańskich kodeksów z terenu Meksyku                                                                             | Narodowa Biblioteka Antropologii i Historii, Meksyk | 1997 |
|  | Kodeksy z doliny Oaxaca | Archiwum Narodowe, Meksyk                           | 1997 |
|  | Codex Techaloyan z Cuajimalpaz | Archiwum Narodowe, Meksyk                           | 1997 |
|  | Film Zapomniani Buñuela | Filmoteca de la UNAM, Meksyk                        | 2003 |
|  | Biblioteca Palafoxiana, najstarsza biblioteka publiczna w Ameryce, zawiera kolekcje książek z okresu europejskiej kolonizacji tego obszaru                                 | Puebla                                              | 2005 |
|  | Colección de Lenguas Indigenas |                                                     | 2007 |
|  | Amerykańska Muzyka Kolonialna – wpis wraz z Boliwią, Kolumbią i Peru |                                                     | 2007 |
|  | Kolekcja Centrum Dokumentacji i Badań nad Społecznością Żydów Aszkenazyjskich w Meksyku od XVI do XX wieku                                                                 |                                                     | 2009 |
|  | Piktogramy map, rysunków i ilustracji Archiwum Narodowego od XVI do XVIII wieku                                                                                            |                                                     | 2011 |
|  | Stare zbiory historycznego archiwum Colegio de Vizcaínas |                                                     | 2013 |
|  | Dokumentacja sądownicza związana z narodzinami prawa: skuteczny środek meksykańskiej skargi konstytucyjnej jako wkład do powszechnej deklaracji praw człowieka w 1948 roku |                                                     | 2015 |
|  | Prace Bernardino de Sahagúna |                                                     | 2015 |

### Mjanma(3)
|  | Relikwiarze Maha Lawkamarazein                                                                                   |                                    | 2013 |
|  | Złoty List króla Birmy Alaungpayi do króla Wielkiej Brytanii Jerzego II – wpis wraz z Niemcami i Wielką Brytanią | Biblioteka Krajowa Dolnej Saksonii | 2015 |
|  | Inskrypcja Myazedi                                                                                               |                                    | 2015 |

### Mongolia(3)
|  | Mongolski Tengjur |  | 2011 |
|  | Altan tobczi      |  | 2011 |
|  | Kangjur           |  | 2013 |

### Namibia(1)
|  | Dzienniki Hendrika Witbooi | Archiwum Narodowe Namibii, Windhoek; Prywatne Archiwum Dr. Klausa Goebla, Monachium | 2005 |

### Nepal(2)
|  | Manuskrypt Niśvāsattatvasaṃhitā |  | 2013 |
|  | Manuskrypt Susrutamhita         |  | 2013 |

### Niemcy(21)
|  | Wczesne nagrania na cylindrach tradycyjnej muzyki z różnych stron świata, 1893–1952 | Phonogramm-Archiv; Muzeum Etnologii, Berlin            | 1999 |
|  | Rękopis IX Symfonii d-moll op. 125 Beethovena | Biblioteka Państwowa, Berlin                           | 2001 |
|  | Spuścizna literacka Goethego | Archiwum Goethego i Schillera, Weimar                  | 2001 |
|  | Biblia Gutenberga | Biblioteka Uniwersytecka Dolnej Saksonii, Getynga      | 2001 |
|  | Film Metropolis | Fundacja Friedricha Wilhelma Murnaua, Wiesbaden        | 2001 |
|  | Iluminowane rękopisy z okresu ottońskiego pochodzące z klasztoru Reichenau |                                                        | 2003 |
|  | Kinder- und Hausmärchen braci Grimm |                                                        | 2005 |
|  | Kolekcja Bibliotheca Corviniana – wpis wraz z Austrią, Francją, Belgią, Węgrami i Wlochami |                                                        | 2005 |
|  | Universalis cosmographia secundum Ptholomaei traditionem et Americi Vespucii aliorumque Lustrationes Martina Waldseemüllera z 1507                                                                       |                                                        | 2005 |
|  | Listy do Gottfrieda Wilhelma Leibniza, listy Leibniza w kolekcji manuskryptów Gottfrieda Wilhelma Leibniza                                                                                               | Gottfried Wilhelm Leibniz Bibliothek                   | 2007 |
|  | Pieśń o Nibelungach |                                                        | 2009 |
|  | Patent DRP 37435 „Pojazd napędzany silnikiem gazowym” złożony przez Carla Benza w 1886 |                                                        | 2011 |
|  | Budowa i upadek Muru Berlińskiego i porozumienie dwa plus cztery z 1990 |                                                        | 2011 |
|  | Farmakopea z Lorsch |                                                        | 2013 |
|  | Jedyna zachowana strona rękopisu Manifestu komunistycznego oraz osobista kopia Karola Marksa z adnotacjami pierwszego wydania pierwszego tomu Kapitału, rękopisy Marksa i Engelsa – wpis wraz z Holandią | Międzynarodowy Instytut Historii Społecznej, Amsterdam | 2013 |
|  | Dysk z Nebry | Muzeum Prehistorii, Halle                              | 2013 |
|  | Złota Bulla Karola IV – siedem oryginałów i kopia Wacława IV Luksemburskiego – wpis wraz z Austrią |                                                        | 2013 |
|  | Dokumenty z początkowego okresu rozwoju reformacji zainicjowanej przez Marcina Lutra |                                                        | 2015 |
|  | Rękopis partytury wielkiej mszy h-moll Johanna Sebastiana Bacha |                                                        | 2015 |
|  | Złoty List króla Birmy Alaungpayi do króla Wielkiej Brytanii Jerzego II – wpis wraz z Wielką Brytanią i Mjanmą                                                                                           | Biblioteka Krajowa Dolnej Saksonii                     | 2015 |
|  | Księga dróg i królestw (arab. Al-Masaalik Wa Al-Mamaalik) – wpis wraz z Iranem |                                                        | 2015 |

### Nikaragua(1)
|  | Nikaraguańska kampania na rzecz alfabetyzacji |  | 2007 |

### Norwegia(5)
|  | Dom lalki Ibsena                                                      | Biblioteka Narodowa Norwegii, Oslo      | 2001 |
|  | Archiwum leprozorium w Bergen                                         | Archiwum Miejskie i Regionalne w Bergen | 2001 |
|  | Dokumenty filmowe z wyprawy Amundsena na biegun południowy, 1910–1912 |                                         | 2005 |
|  | Archiwum Thora Heyerdahla                                             |                                         | 2011 |
|  | Kolekcja fotografii Sophusa Tromholta                                 |                                         | 2013 |

### Nowa Zelandia(3)
|  | traktat z Waitangi           | Archiwum Narodowe, Wellington | 1997 |
|  | Petycja sufrażystek z 1893   | Archiwum Narodowe, Wellington | 1997 |
|  | Archiwum Edmunda Hillary’ego |                               | 2015 |

### Pakistan(1)
|  | Pisma Muhammada Ali Jinnah, założyciela Pakistanu | Archiwum Narodowe, Islamabad | 1999 |

### Panama(1)
|  | Zachodnioindyjscy pracownicy na budowie Kanału Panamskiego – dokumentacja – wpis wraz z Barbadosem, Jamajką, Saint Lucia, Wielką Brytanią i Stanami Zjednoczonymi |  | 2011 |

### Paragwaj(1)
|  | Archiwa terroru |  | 2009 |

### Peru(3)
|  | Amerykańska Muzyka Kolonialna – wpis wraz z Boliwią, Kolumbią i Meksykiem                                              |  | 2007 |
|  | Pierwsze peruwiańskie i południowoamerykańskie wydania książek (1584–1619) – wpis wraz z Boliwią, Kolumbią i Meksykiem |  | 2013 |
|  | Zapis podróży konkwistadorów Księga Becerro – wpis wraz z Boliwią, Kolumbią i Meksykiem                                |  | 2013 |

### Polska(17)
|  | Zobacz w Wikiźródłach tekst Akt konfederacji warszawskiej |

|  | Zobacz w Wikiźródłach tekst 21 postulatów Międzyzakładowego Komitetu Strajkowego |

### Południowa Afryka(4)
|  | Kolekcja Bleeków, dokumentująca badania nad językiem i folklorem Buszmenów prowadzonych przez tę rodzinę | Uniwersytet w Kapsztadzie, Biblioteka Południowoafrykańska, Kapsztad | 1997 |
|  | Dokumenty sądowe sprawy Nr. 253/1963 (państwo przeciwko Nelsonowi Mandeli i innym) | Archiwum Narodowe, Pretoria                                          | 2007 |
|  | Dokumenty filmowe z okresu walki o wyzwolenie spod Apartheidu | Doxa Productions, Hout Bay                                           | 2007 |
|  | Archiwum Konwencji na Rzecz Demokratycznej Afryki Południowej (Convention for a Democratic South Africa, CODESA) 1991–1992 oraz archiwum procesu wielopartyjnych negocjacji, które miały doprowadzić do zniesienia apartheidu w 1993 |                                                                      | 2013 |

### Portugalia(7)
|  | List Pero Vaz de Caminha z 1500, pierwszy opis Brazylii                                            |  | 2005 |
|  | Corpo Cronológico – zbiór manuskryptów o odkryciach portugalskich z XV–XVI w.                      |  | 2007 |
|  | Traktat z Tordesillas – wpis wraz z Hiszpanią                                                      |  | 2007 |
|  | Raporty z pierwszego lotu przez południowy Atlantyk w 1922                                         |  | 2011 |
|  | Arquivos dos Dembos – wpis wraz z Angolą                                                           |  | 2011 |
|  | Dziennik pierwszej podróży Vasco da Gamy do Indii (Diário da viagem de Vasco da Gama)              |  | 2013 |
|  | Rękopisy komentarzy do Apokalipsy Beatusa z Liébany w tradycji iberyjskiej – wpis wraz z Hiszpanią |  | 2015 |

### Rosja(14)
|  | Ewangeliarz Archangielski z 1092 | Rosyjska Biblioteka Państwowa, Moskwa | 1997 |
|  | Ewangeliarz Chitrowa | Rosyjska Biblioteka Państwowa, Moskwa | 1997 |
|  | Druki cyrylicą z XV i XVI wieku | Rosyjska Biblioteka Państwowa, Moskwa | 1997 |
|  | Kolekcja gazet | Rosyjska Biblioteka Państwowa, Moskwa | 1997 |
|  | Mapy Imperium Rosyjskiego oraz kolekcja map z XVIII wieku                                                                                      | Rosyjska Biblioteka Państwowa, Moskwa | 1997 |
|  | Kolekcja plakatu rosyjskiego z końca XIX i początku XX wieku                                                                                   | Rosyjska Biblioteka Państwowa, Moskwa | 1997 |
|  | Zbiór historycznych nagrań z zakresu etnomuzykologii, etnolingwistyki i filologii z lat 1889-1955 Archiwum Fonograficznego z Sankt Petersburga | Instytut Literatury Rosyjskiej, Rosyjska Akademia Nauk, Sankt Petersburg                                                                                                   | 2001 |
|  | Kodeks supraski – wpis wraz z Polską i Słowenią                                                                                                | Biblioteka Ordynacji Zamojskiej, Biblioteka Narodowa, Warszawa; Rosyjska Biblioteka Narodowa w Sankt Petersburgu; Słoweńska Biblioteka Narodowa i Uniwersytecka w Lublanie | 2007 |
|  | Archiwum Radziwiłłów i Księgozbiór Nieświeski – wpis wraz z Białorusią, Finlandią, Litwą, Polską i Ukrainą                                     | | 2009 |
|  | Osobisty księgozbiór Lwa Tołstoja, kolekcja manuskryptów, fotografii i filmów                                                                  | | 2011 |
|  | Ewangeliarz Ostromira | | 2011 |
|  | Latopis Ławrientiewski | | 2013 |
|  | Ułożenie soborowe z 1649 roku | | 2015 |
|  | Album miniatur perskich i hinduskich z XVI–XVIII w. wraz z przykładami perskiej kaligrafii                                                     | | 2017 |

### Saint Kitts i Nevis (2)
|  | Rejestr niewolników Karaibów brytyjskich 1817–1834 – wpis wraz z Bahamami, Belize, Dominiką, Jamajką, Trynidadem i Tobago oraz Wielką Brytanią |  | 2009 |
|  | Rejestr niewolników Bermudów 1821–1834 |  | 2011 |

### Saint Lucia(2)
|  | Zbiór dokumentów sir Williama Arthura Lewisa |  | 2009 |
|  | Zachodnioindyjscy pracownicy na budowie Kanału Panamskiego – dokumentacja – wpis wraz z Barbadosem, Jamajką, Panamą, Wielką Brytanią i Stanami Zjednoczonymi |  | 2011 |

### Senegal(3)
|  | Zbiory dokumentujące historię Francuskiej Afryki Zachodniej | Archiwum Narodowe, Dakar | 1997 |
|  | Zbiór pocztówek z Francuskiej Afryki Zachodniej             |                          | 2015 |
|  | Zbiór dokumentów z École normale supérieure William Ponty   |                          | 2015 |

### Serbia(3)
|  | Archiwum Tesli                                                            | Muzeum Nikoli Tesli, Belgrad | 2003 |
|  | Rękopis Ewangeliarza Mirosława z 1180                                     | Muzeum Narodowe, Belgrad     | 2005 |
|  | Telegram z wypowiedzeniem wojny Serbii przez Austro-Węgry z 28 lipca 1914 |                              | 2015 |

### Słowacja(3)
|  | Iluminowane kodeksy średniowieczne – antyfonarze z Bratysławy | Archiwum Narodowe, Bratysława                                                                   | 1997 |
|  | Kolekcja muzułmańskich rękopisów Bašagicia                    | Biblioteka Uniwersytecka, Uniwersytet Komeńskiego, Bratysława                                   | 1997 |
|  | Mapy i plany kopalni w Bańskiej Szczawnicy                    | Archiwum państwowe, Bańska Szczawnica (słow. Štátny ústredný banský archív v Banskej Štiavnici) | 2007 |

### Słowenia(1)
|  | Kodeks supraski – wpis wraz z Polską i Rosją | Biblioteka Ordynacji Zamojskiej, Biblioteka Narodowa, Warszawa; Rosyjska Biblioteka Narodowa w Sankt Petersburgu; Słoweńska Biblioteka Narodowa i Uniwersytecka w Lublanie | 2007 |

### Sri Lanka(1)
|  | Archiwa Holenderskiej Kompanii Wschodnioindyjskiej – wpis wraz z Holandią, Indiami, Indonezją i Południową Afryką |  | 2003 |

### Stany Zjednoczone(8)
|  | Universalis cosmographia secundum Ptholomaei traditionem et Americi Vespucii aliorumque Lustrationes – mapa świata przygotowana pod kierunkiem Martina Waldseemüllera, na której po raz pierwszy pojawia się nazwa „Ameryka” | Biblioteka Kongresu Stanów Zjednoczonych, Waszyngton                | 2005 |
|  | Czarnoksiężnik z Oz | George Eastman House, Rochester                                     | 2007 |
|  | Kolekcja filmów Johna Marshalla – antropologa pracującego w Namibii | Smithsonian Institution, Suitland                                   | 2009 |
|  | Zdjęcia Ziemi zrobione przez satelity w ramach programu Landsat |                                                                     | 2011 |
|  | Archiwum Holenderskiej Kompanii Zachodnioindyjskiej – wpis wraz z Antylami Holenderskimi, Brazylią, Ghaną, Gujaną, Holandią, Surinamem i Wielką Brytanią                                                                     |                                                                     | 2011 |
|  | Zachodnioindyjscy pracownicy na budowie Kanału Panamskiego – dokumentacja – wpis wraz z Barbadosem, Jamajką, Panamą, Saint Lucia i Wielką Brytanią                                                                           |                                                                     | 2011 |
|  | Zbiór dokumentów Eleanor Roosevelt |                                                                     | 2013 |
|  | Kolekcja Mosesa i Francesa Aschów | Centrum Folkloru i Dziedzictwa Kulturowego, Smithsonian Institution | 2015 |

### Surinam(3)
|  | Archiwum Holenderskiej Kompanii Zachodnioindyjskiej – wpis wraz z Antylami Holenderskimi, Brazylią, Ghaną, Gujaną, Holandią, Wielką Brytanią i Stanami Zjednoczonymi |  | 2011 |
|  | Archiwum Middelburgsche Commercie Compagnie (MCC) dokumentujące handel niewolnikami – wpis wraz z Curaçao i Holandią                                                 |  | 2011 |
|  | Dokumenty indyjskich pracowników tymczasowych – wpis wraz z Fidżi, Gujaną, Trynidadem i Tobago                                                                       |  | 2011 |

### Szwajcaria(3)
|  | Jean-Jacques Rousseau – zbiory dokumentów z Genewy i Neuchâtel | Biblioteka Genewska i Biblioteka Publiczna i Uniwersytecka w Neuchâtel | 2011 |
|  | Festival de Jazz de Montreux – spuścizna Claude’a Noba         |                                                                        | 2013 |
|  | Bibliotheca Bodmeriana                                         |                                                                        | 2015 |

### Szwecja(6)
|  | Archiwum Astrid Lindgren                      |  | 2005 |
|  | Kolekcja Emanuela Swedenborga                 |  | 2005 |
|  | Archiwum Ingmara Bergmana                     |  | 2007 |
|  | Archiwum rodziny Alfreda Nobla                |  | 2007 |
|  | Archiwum Komisji Planowania Miasta Sztokholmu |  | 2011 |
|  | Srebrna Biblia                                |  | 2011 |

### Tadżykistan(1)
|  | Rękopisy XIV-wiecznej literatury tadżyko-perskiej: Kullijat Obejda Zakaniego i Gazeli Hafeza |  | 2003 |

### Tajlandia(4)
|  | Kamienna inskrypcja króla Ram Chamhaeng z XIII wieku, jeden z najstarszych zabytków pisma tajskiego |  | 2003 |
|  | Dokumenty archiwalne transformacji Syjamu przez króla Chulalongkorna (1868–1910)                    |  | 2009 |
|  | Archiwa epigraficzne Wat Pho                                                                        |  | 2011 |
|  | Księga sprawozdań z posiedzeń Rady Towarzystwa Syjamu                                               |  | 2013 |

### Tanzania(2)
|  | Niemieckie dokumenty kolonialne        | Archiwum Narodowe, Dar es Salaam | 1997 |
|  | Kolekcja arabskich książek i rękopisów | Narodowe Archiwum Zanzibaru      | 2003 |

### Timor Wschodni(1)
|  | Kolekcja materiałów audiowizualnych dokumentujących narodziny narodu Timoru Wschodniego |  | 2013 |

### Trynidad i Tobago(6)
|  | Kolekcja Dereka Walcotta | Biblioteka Główna Uniwersytetu Indii Zachodnich, St. Augustine | 1997 |
|  | Kolekcja premiera Erica Williamsa | Biblioteka Główna Uniwersytetu Indii Zachodnich, St. Augustine | 1999 |
|  | Kolekcja C.L.R. Jamesa |                                                                | 2005 |
|  | Rejestr niewolników Karaibów brytyjskich 1817–1834 – wpis wraz z Bahamami, Belize, Dominiką, Jamajką, Saint Kitts i Nevis oraz Wielką Brytanią |                                                                | 2009 |
|  | Kolekcja Constantine’a |                                                                | 2011 |
|  | Dokumenty indyjskich pracowników tymczasowych – wpis wraz z Fidżi, Gujaną i Surinamem                                                          |                                                                | 2011 |

### Tunezja(2)
|  | Dokumentacja kaperstwa i stosunków międzynarodowych Regencji Tunisu w XVIII–XIX wieku |  | 2011 |
|  | Dokumentacja zniesienia niewolnictwa w Tunezji z lat 1841–1846                        |  | 2017 |

### Turcja(5)
|  | Tabliczki gliniane Hetytów z Boğazköy                                                               | Muzeum Archeologiczne, Stambuł i Muzeum Cywilizacji Anatolijskich, Ankara                     | 2001 |
|  | Dzieła naukowe arabskich uczonych z Obserwatorium Kandilli i Instytutu Badań nad Trzęsieniami Ziemi | Uniwersytet Boğaziçi, Obserwatorium Kandilli i Instytut Badań nad Trzęsieniami Ziemi, Stambuł | 2001 |
|  | Dzieła Ibn Siny czyli Awicenny                                                                      | Biblioteka Rękopisów Süleymaniye, Stambuł                                                     | 2003 |
|  | Księga podróży Evliya Çelebiego                                                                     | Biblioteka Muzeum Pałacu Topkapı, Biblioteka Rękopisów Süleymaniye, Stambuł                   | 2003 |
|  | Archiwum kupca asyryjskiego ze wzgórza Kültepe                                                      |                                                                                               | 2015 |

### Ukraina(3)
|  | Kolekcja żydowskiej muzyki ludowej z lat 1912–1947                                                       |  | 2005 |
|  | Archiwum Radziwiłłów i Księgozbiór Nieświeski – wpis wraz z Białorusią, Finlandią, Litwą, Polską i Rosją |  | 2009 |
|  | Akt unii lubelskiej – wpis wraz z Białorusią, Litwą, Łotwą i Polską                                      |  | 2017 |

### Urugwaj(2)
|  | Kolekcja nagrań argentyńskiego śpiewaka Carlosa Gardela z kolekcji Horacio Loriente, 1913–1935 |  | 2003 |
|  | Ikonograficzna i kartograficzna dokumentacja wojny paragwajskiej – wpis wraz z Brazylią        |  | 2015 |

### Uzbekistan(3)
|  | Rękopis Koranu Muszaf Usmana                                                        | Rada Muzułmanów Uzbekistanu, Taszkent | 1997 |
|  | Kolekcja rękopisów z Azji Środkowej Instytutu Studiów Orientalnych im. Al-Biruniego | Akademia Nauk, Taszkent               | 1997 |
|  | Archiwa kancelarii chanatu Chiwy                                                    |                                       | 2017 |

### Vanuatu(1)
|  | Kolekcja szkiców Arthura Bernarda Deacona (1903–1927) z podróży do archipelagu Nowych Hebrydów – wpis wraz z Wielką Brytanią |  | 2013 |

### Wenezuela(3)
|  | Pisma Simóna Bolívara                                 | Archiwum Narodowe, Caracas | 1997 |
|  | Kolekcja XIX-wiecznej fotografii z Ameryki Łacińskiej | Archiwum Narodowe, Caracas | 1997 |
|  | Colombeia: archiwum Francisco de Mirandy              |                            | 2007 |

### Węgry(7)
|  | Patent na radioskop Kálmána Tihanyiego z 1926 | Archiwum Narodowe Węgier, Budapeszt | 2001 |
|  | Kolekcja Bibliotheca Corviniana – wpis wraz z Austrią, Francją, Niemcami, Belgią i Włochami                                                                                        |                                     | 2005 |
|  | Tabula Hungariae – mapa królestwa Węgier sprzed 1528 – wpis wraz z Chorwacją |                                     | 2007 |
|  | Archiwum Csomy Biblioteki Węgierskiej Akademii Nauk |                                     | 2009 |
|  | János Bolyai Appendix, scientiam spatii absolute veram exhibens |                                     | 2009 |
|  | Zbiór materiałów na temat odkrycia przyczyn zgonów wśród matek z powodu gorączki połogowej przez Ignaza Semmelweisa, który położył podwaliny pod nową gałąź medycyny – antyseptykę |                                     | 2013 |
|  | Trzy dokumenty związane z dwoma najważniejszymi wynikami prac Loránda Eötvösa |                                     | 2015 |

### Wielka Brytania(15)
|  | Film The Battle of the Somme z 1916, dokumentujący przebieg bitwy nad Sommą                                                                                    |                                    | 2005 |
|  | Apel de Gaulle’a z 18 czerwca 1940 nadany do Francuzów przez radio z Londynu – wpis wraz z Francją                                                             |                                    | 2005 |
|  | Mapa z Hereford |                                    | 2007 |
|  | Magna Charta Libertatum |                                    | 2009 |
|  | Rejestr niewolników Karaibów brytyjskich 1817–1834 – wpis wraz z Bahamami, Belize, Dominiką, Jamajką, Saint Kitts i Nevis, Trynidadem i Tobago                 |                                    | 2009 |
|  | Zachodnioindyjscy pracownicy na budowie Kanału Panamskiego – dokumentacja – wpis wraz z Barbadosem, Jamajką, Panamą, Saint Lucia i Stanami Zjednoczonymi       |                                    | 2011 |
|  | Archiwum Holenderskiej Kompanii Zachodnioindyjskiej – wpis wraz z Antylami Holenderskimi, Brazylią, Ghaną, Gujaną, Holandią, Surinamem i Stanami Zjednoczonymi |                                    | 2011 |
|  | Historyczne nagrania etnograficzne (1898–1951) | British Library                    | 2011 |
|  | Kolekcja szkiców Arthura Bernarda Deacona (1903–1927) z podróży do archipelagu Nowych Hebrydów – wpis wraz z Vanuatu                                           |                                    | 2013 |
|  | Kolekcja rękopisów eposu Szoty Rustaweliego Rycerz w tygrysiej skórze – wpis wraz z Gruzją                                                                     |                                    | 2013 |
|  | Świadectwa przy wnioskach o członkostwo do stowarzyszenia inżynierów budownictwa Institution of Civil Engineers – wpis wraz z Gruzją                           |                                    | 2013 |
|  | Złoty List króla Birmy Alaungpayi do króla Wielkiej Brytanii Jerzego II – wpis wraz z Mjanmą i Niemcami                                                        | Biblioteka Krajowa Dolnej Saksonii | 2015 |
|  | Rękopis pamiętników Douglasa Haiga z okresu I wojny światowej                                                                                                  |                                    | 2015 |
|  | Zapiski Winstona Churchilla |                                    | 2015 |
|  | Afrykańska pieśń z Barbadosu – wpis wraz z Barbadosem |                                    | 2017 |

### Wietnam(3)
|  | Drewniane tablice dynastii Nguyễn                                                                       |                             | 2009 |
|  | Kamienne stele z zapisem wyników egzaminów urzędniczych z okresu dynastii Lê i dynastii Mạc (1442–1779) | Świątynia Literatury, Hanoi | 2011 |
|  | Cesarskie Archiwa dynastii Nguyễn (1802–1945)                                                           | Archiwum Narodowe           | 2017 |

### Włochy(7)
|  | Biblioteka manuskryptów Biblioteca Malatestiana                                            |  | 2005 |
|  | Kolekcja Bibliotheca Corviniana – wpis wraz z Austrią, Francją, Niemcami, Belgią i Węgrami |  | 2005 |
|  | Historyczne archiwa diecezjalne w Lukce                                                    |  | 2011 |
|  | Kroniki filmowe i fotografie Istituto Nazionale L.U.C.E.                                   |  | 2013 |
|  | Zbiór almanachów lunarnych Barbanera                                                       |  | 2015 |
|  | Ewangelie z Rossano                                                                        |  | 2015 |
|  | Dokumenty Antônio Carlosa Gomesa – wpis wraz z Brazylią                                    |  | 2017 |

### Zimbabwe (1)
|  | Wykaz spraw sądowych medium Nehandy Nyakasikany i Kaguviego z kwietnia 1897 roku |  | 2015 |

### Organizacje

#### Międzynarodowa Agencja ds. Jeńców Wojennych (1)
|  | Archiwum z lat 1914–1923 |  | 2007 |

#### Międzynarodowa Służba Poszukiwań (1)
|  | Archiwum Międzynarodowej Służby Poszukiwań |  | 2013 |

#### Organizacja Narodów Zjednoczonych (1)
|  | Archiwum Ligi Narodów z lat 1919–1946 |  | 2009 |

#### Agenda Narodów Zjednoczonych dla Pomocy Uchodźcom Palestyńskim na Bliskim Wschodzie (1)
|  | Archiwum fotograficzne i filmowe dokumentujące losy uchodźców palestyńskich |  | 2009 |

#### Stowarzyszenie ds. Zbiorów Nagrań Dźwiękowych (1)
|  | Pierwsze nagrania głosu ludzkiego: fonoautogramy Édouarda-Léona Scotta de Martinville’a |  | 2015 |

### Inne

#### Afryka(1)
|  | Kolekcja prac Christophera Okigbo | Fundacja Christophera Okigbo, Bruksela | 2007 |